# 斯蒂佩爾角
斯蒂佩爾角（英語：Steeple Point），是南極洲的海岬，位於帕爾默地西岸，處於斯蒂普爾峰的桑道冰原島峰以西3.7公里，由英國南極名稱諮詢委員命名，現時由南極條約體系管理。